# 欧诺菲力乌斯
欧诺菲力乌斯（希臘語：Ὀνούφριος）是公元4至5世纪时上埃及的隐修修士。他在天主教与东仪天主教中都以“聖拉飛”的名号受敬拜。在东正教中则被称为“可敬者欧诺菲力乌斯”，在东方正统教会中被称为“隐修士圣诺菲”。